# Faith Leech
Faith Leech (Australia, 31 de marzo de 1941-14 de septiembre de 2013) fue una nadadora australiana retirada especializada en pruebas de estilo libre, donde consiguió ser campeona olímpica en 1956 en los 4 x 100 metros.

## Carrera deportiva
En los Juegos Olímpicos de Melbourne 1956 ganó la medalla de oro en los relevos de 4 x 100 metros estilo libre, con un tiempo de 4:17.1 segundos que fue récord del mundo, por delante de Estados Unidos y Sudáfrica (bronce); y también ganó medalla de bronce en los 100 metros estilo libre, con un tiempo de 1:05.1 segundos, tras sus compatriotas Dawn Fraser y Lorraine Crapp.